# Alfred Fabre-Luce
Pour les articles homonymes, voir Fabre.
Alfred Fabre-Luce, né à Paris le 16 mai 1899 et mort dans cette même ville le 17 mai 1983, est un journaliste et écrivain français.

## Biographie
La famille Fabre-Luce est une importante famille de négociants et armateurs marseillais, d'ancienne bourgeoisie, originaire de Provence. Pierre Fabre (1691-1745) était capitaine de navire marchand à La Ciotat. Augustin Félix Fabre (1772-1850) était armateur, fondateur de la maison d'armement Augustin Fabre et Fils à Marseille. En sont notamment issus Augustin-Jules-Esprit Fabre, Cyprien Fabre, Augustin Fabre ou bien Henri Fabre.
Fils d'Edmond Fabre-Luce (1864-1926), secrétaire d'ambassade, directeur général et vice-président du Crédit lyonnais, et d'Henriette Germain (1869-1952), Alfred Fabre-Luce est le petit-fils d'Henri Germain (1824-1905), fondateur du Crédit lyonnais.
Il suit des études de lettres et de droit et obtient un diplôme de sciences politiques, histoire et droit.
Sa sœur Jenny (1896-1991) est l'épouse du diplomate Roland de Margerie, et lui-même entre dans la Carrière en 1919 avec un poste d'attaché d’ambassade à Londres, mais un an plus tard, il décide de rentrer à Paris pour devenir journaliste.
Il commence à publier des articles dans différents journaux, puis se consacre à la rédaction d'ouvrages politiques et littéraires. Témoin engagé, il se fait connaître par son ton polémique et ses opinions non-conformistes. Les observateurs l'assimilent parfois aux « non-conformistes des années 30 » ou l'associent à « la droite buissonnière ».
En 1924, son premier essai, La Victoire, s'en prend à la politique étrangère de Raymond Poincaré à qui il reproche d'être partiellement responsable de la Première Guerre mondiale. Trois ans plus tard, après un voyage en Union soviétique, il publie chez Grasset Russie 1927, qui dénonce les conditions de vie et les événements politiques de la nouvelle URSS. Il rédige aussi des biographies, parfois sous le pseudonyme de Jacques Sindral et de Sapiens.
Il épouse en 1928 la princesse Charlotte de Faucigny-Lucinge (1908-1990), fille du prince Guy de Faucigny Lucinge et de Natividad Terry, petite fille du prince Charles Marie de Faucigny Lucinge. Elle était une descendante du Duc de Berry et du roi Charles X. Il aura avec elle deux enfants : Françoise (née en 1941), épouse de Tony Dreyfus, et Henri (né en 1942).
En février 1933, il fonde avec Jean Prévost et Pierre Dominique l'hebdomadaire politique Pamphlet, qui ne survit qu'une année. Puis il devient entre 1934 et 1936 rédacteur en chef de L’Europe nouvelle. À partir de 1936, ses articles sont ouvertement critiques à l'égard de la politique du Front populaire.
D'abord engagé dans le néo-socialisme, il est élu conseiller général de l'Ain en 1935 et se présente sous l'étiquette de l'Union socialiste républicaine aux élections de 1936, sans succès, avant de se rapprocher du Parti populaire français (PPF) de Jacques Doriot. En 1936 il devient directeur du journal L'Assaut, un hebdomadaire fort critique avec le Front populaire.

### Un penseur non-conformiste, de Vichy à la construction européenne
Quand éclate la Seconde Guerre mondiale, il décide de tenir un journal, qui sera publié en quatre volumes entre 1940 et 1946 sous le titre Journal de la France 1939-1944. Le second volume, intitulé Journal de la France. Août 1940-Avril 1942, est imprimé en 1942 à Paris en Zone occupée par l'Imprimerie JEP avec l'autorisation de la censure n° 11 958 mentionnée en dernière page du volume. Il soutient alors la politique du maréchal Pétain, mais condamne le Service du travail obligatoire. Munichois en 1938, il est partisan d'une alliance avec l'Allemagne nazie pendant l'Occupation, pensant que la France doit avoir sa place dans l'Europe hitlérienne. Plus tard, il prédit la défaite allemande, ce qui lui vaut d'être arrêté par la Gestapo et emprisonné pendant quatre mois.
À l'été 1944, le gouvernement de Vichy le fait à nouveau arrêter. À la Libération, il est interné à Drancy pour suspicion de collaboration ; il comparera sa situation à celle des juifs qui l'avaient précédé.
Après la Libération, il reprend son activité d'écrivain et publie des livres politiques liés à l'actualité, notamment sur la guerre d'Algérie, sur Charles de Gaulle, Valéry Giscard d'Estaing ou encore sur François Mitterrand. Concernant le général, il remarque que la nouvelle édition de son livre Vers l'armée de métier, publiée à Alger en 1943, comporte des ajouts sur l'association char-avion absente dans l'édition de 1934 : le but était de renforcer le rôle prophétique de ses écrits. Les éditions suivantes supprimeront cette modification. Cette polémique vaudra à son auteur de sérieux ennuis plus tard, notamment son impossibilité d'accéder à l'Académie française.
En 1949, assurant lui-même sa défense devant la chambre civique, il est condamné à dix ans d'indignité nationale en raison de certains passages de son "Journal de la France".
En 1950, il adhère à l'association des amis de Robert Brasillach.
Il soutient la construction européenne, notamment le projet, avorté, de Communauté européenne de défense (CED).
Favorable au retour au pouvoir du général de Gaulle en 1958, il combat l'indépendance de l'Algérie.
Il publie en 1962 un essai polémique, Haute Cour, dans lequel il accuse le chef de l'État d'avoir violé la Constitution ; le livre est saisi par le préfet de police Maurice Papon, puis interdit et détruit pour offense au chef de l'État.
En 1952, il hérite de sa mère le château de la Rivière (Seine-et-Marne) vers Thomery (Seine-et-Marne) acquis par son père en 1912, où il côtoie Ferdinand Bac — qui évoque le domaine dans son « livre-journal » de 1916 à 1920 — et où il écrit ensuite certaines pages de son pamphlet anti-gaulliste Haute Cour; il y reçoit Raymond Aron, Bertrand de Jouvenel, Paul Morand, Michel Déon, Jean d'Ormesson, Valéry Giscard d'Estaing (époux de sa nièce par alliance Anne-Aymone de Brantes, fille d'Aymone de Faucigny-Lucinge) et Nadia Boulanger, amie de son épouse, qui organise quelques petits concerts avec ses élèves du Conservatoire américain de Fontainebleau. La propriété est passée à sa fille Françoise, épouse de Tony Dreyfus.
À la fin de sa vie, Fabre-Luce écrit qu'il a rencontré aussi bien l'impératrice Eugénie, morte en 1920, que le président Giscard d'Estaing.

## Œuvres
Il est l'auteur de plus de 90 livres, consistant surtout en des essais politiques et des commentaires sur l'actualité de son siècle.

### Romans
- (Pseud.) Jacques Sindral, La Ville éphémère, Paris, Bernard Grasset, 1922, 248 p.
- (Pseud.) Jacques Sindral, Attirance de la Mort, Paris, Bernard Grasset, 1924, 329 p.
- (Pseud.) Jacques Sindral, Mars, roman, Paris, Bernard Grasset, 1926, 382 p.
- Une Minute, Paris, Plon, 1957, 250 p.
- La Voyageuse de nuit, Paris, Plon, 1961, 232 p.

### Théâtre
- Intermèdes, Paris, Gallimard, 1934, 271 p.
- Théâtre interdit. Hérésie. Astarte. Bettina, Paris, Librairie Béranger, 1951, 274 p.
- Mort pour rien, Paris, L'Elan, 1951, 191 p.
- La Bombe (pièce en deux parties et huit tableaux), Paris, La Table Ronde, 1964, 185 p.

### Divers
- Pour une politique sexuelle, Paris, Bernard Grasset, 1929, 254 p.
- Discours de Méphisto (préface de Paul Valéry), Paris, Les Argonautes, 1935, 87 p.
- L'Amour et l'Escorial, Paris, Gallimard, 1936, 191 p.
- Les Sept voluptés spirituelles, Paris, l'auteur (56, avenue Foch) 1946, 177 p., prt. Jean-Claude Fourneau.
- Paris 1947 (édition numérotée enrichie d'eaux-fortes originales de Claude Lepape), Paris, Société des Amis du Livre, 1949, 178 p.
- Un amour déchiffré (avec Claude Dulong), Paris, Grasset, 1951, 278 p.
- Six milliards d’insectes : les hommes de l’an 2000, Paris, Arthaud, 1962, 245 p.
- La Dernière nuit du Docteur Ward, Paris, Plon, 1963, 284 p., illus.
- La Mort a changé, Paris, Gallimard, 1966, 324 p.
- L’Expo 2000, Paris, Plon, 1972, 279 p.

### Biographies
- Talleyrand, Paris, Gallimard, 1926, 144 p. (réédition augmentée parue chez Dargaux, 1969).
- Caillaux, Paris, Gallimard, 1933, 285 p.
- La Vie de D.-H. Lawrence, Paris, Bernard Grasset, 1935, 221 p.
- Benjamin Constant, Paris, Fayard, 1939, 341 p. (réédition augmentée parue chez Perrin, 1978).

### Religion et idées
- Ce qui est écrit en nous, Paris, Domat, 1957, 213 p.
- Lettre ouverte aux chrétiens, Paris, Albin Michel, 1969, 156 p.
- L’Été de la résurrection, Paris, Bernard Grasset, 1971, 222 p.
- Les Demi-dieux meurent aussi. De Darwin à Marx et à Freud, Paris, Fayard, 1977, 290 p.

### Récits de voyages
- Russie 1927, Paris, Bernard Grasset, 1927, 264 p.
- À quoi rêve le monde, Paris, Bernard Grasset, 1931, 313 p.
- Révolution à Cuba, Paris, Éditions du Pamphlet, 1934. 125 p.
- Un fils du ciel, Paris, Gallimard, 1941, 211 p.
- Cachemires, Paris, Domat, 1954, 183 p.
- Le Monde en 1960, Paris, Plon, 1960, 312 p.

### Histoire et politique étrangère
- La Crise des alliances. Essai sur les relations franco-britanniques depuis la signature de la paix, Paris, Bernard Grasset, 1922, 425 p.
- La Victoire, Paris, Gallimard, 1924, 428 p.
- Locarno sans Rêves, Paris, Bernard Grasset, 1927, 241 p.
- Histoire secrète de la conciliation de Munich, Paris, Bernard Grasset, 1938, 111 p.
- Anthologie de la Nouvelle Europe, présentée par A.F.-L., Paris, Plon, 1942, 302 p. (Rééditée clandestinement circa 2005).
- Le Projet Churchill : les États-Unis d'Europe, Paris, L'Auteur, 1947, 158 p.
- Une Tragédie royale, l'affaire Léopold III, Paris, Flammarion, 1948, 248 p.
- La Fumée d'un cigare, Paris, l'Elan, 1949, 455 p.
- Deuil au Levant, Paris, Fayard, 1950, 321 p.
- Lettres sur la C.E.D., Paris, Caffin, 1954, 38 p.
- Histoire de la révolution européenne, Paris, Domat, 1954, 355 p.
- Lettres sur le Marché Commun et l’Euratom, Paris, L’Auteur, 1957, 26 p.
- Mémoires élyséens, Paris, Écrits de Paris, 1959, 54 p.
- L'Histoire démaquillée, Paris, Robert Laffont, 1967, 334 p.
- L'Or et la bombe, Calmann-Lévy, 1968, 246 p. (collection Questions d'actualité)
- Pour en finir avec l'antisémitisme, Paris, Julliard, 1979, 157 p.
- Douze journées décisives, Paris, Julliard, 1981, 329 p.

### Politique française
- Après la législature des dupes : le 22 avril, Paris, Bernard Grasset, 1928, 101 p.
- Plan du 9 juillet, Gallimard, 1934.
- (Pseud.) Sapiens, Une Hypothèse. La Dévaluation française de 1936, Paris, Bernard Grasset, 1936, 236 p.
- (Pseud.) Sapiens, Le Contrôle des changes français de 1938, Paris, Bernard Grasset, 1938, 187 p.
- Le secret de la République, Paris, Bernard Grasset, 1938, 240 p.
- Journal de la France, tome I , mars 1939 - juillet 1940, Imprimerie JEP, 1941, 404 p.
- Journal de la France, tome II, août 1940 - avril 1942, Paris, Imprimerie J.E.P., 1942, 318 p.
- Journal de la France, tome III, juin 1943 - août 1944. Paris, l'Auteur, 1943, 90 p. Publiée le 18 août 1944. Edition ronéotypée tiré a mille exemplaires  numérotés signés par l'auteur.
- Journal de la France, tome III, Paris, l'Auteur, 1944.
- Au nom des silencieux, Paris, l'Auteur, 1945, 157 p.
- Le Mystère du Maréchal. Le procès Pétain, Genève, A l'Enseigne du cheval ailé, 1946, 198 p.
- Hors d'atteinte, Paris, l'Auteur, 1946, 211 p.
- Le Siècle prend figure, Paris, Flammarion, 1949, 234 p.
- (Pseud.) Sapien, Mendès ou Pinay ?, Paris, Grasset, 1953.
- Gaulle Deux, Paris, Julliard, 1958, 173 p.
- Demain en Algérie, Paris, Plon, 1958.
- Le plus illustre des Français, Julliard, 1960.
- Haute Cour, Paris, Julliard, 1962, 287 p.; interdit en France, le livre est republié en Suisse sous le même titre à Lausanne, J.F.G., 1964, 287 p.
- Le Couronnement du Prince, Paris, La Table Ronde, 1965.
- Le Général en Sorbonne, Paris, La Table Ronde, 1968.
- Alfred Fabre-Luce vous parle, L’Auteur, 1969.
- L’Anniversaire, Paris, Fayard, 1971.
- Alfred Fabre-Luce vous parle, L’Auteur, 1972.
- Les Cent premiers Jours de Giscard, Paris, Robert Laffont, 1974, 276 p.
- La Crise nous révèle, Paris, Robert Laffont, 1976, 244 p.
- Les Cent Jours de Mitterrand, , Paris, Juilliard, 1977, 235 p.
- Deux crimes d’Alger, Paris, Julliard, 1979.

### Autobiographies et journaux
- Journal intime 1937, Paris, Plon, 1938, 241 p.
- Double prison, Paris, chez l'auteur, 1946, 241 p.
- Journal de l'Europe, 1946-1947, Genève, A l'Enseigne du cheval ailé, 1947, 354 p.
- Journal 1951, Paris, Amiot-Dumont, 1952, 420 p.
- Vingt-Cinq années de liberté, I, Le Grand jeu (1936-1939), II, L'Epreuve (1939-1946), III, La Récompense (1946-1961), 3 volumes, Paris, Juilliard, 1962-1964, 322, 285 et 357 p.
- L'homme-journal. 1966-1967, Paris, Gallimard, 1967.
- J’ai vécu plusieurs siècles, Paris, Fayard, 1974.
- Les Heures les plus précieuses, Paris, Robert Laffont, 1975, 294 p.
- Vivre avec son double, roman, Paris, Juilliard, 1979.
- La Parole est aux fantômes, Paris, Julliard, 1980, 204 p.
- Journal 1981, Paris, Julliard, 1981, 165 p.
- L’Incendiaire. Autobiographie et textes choisis, Paris, l'auteur (56, avenue Foch), 1982, 318 p.
- Journal secret, Paris, Julliard, 1982, 340 p.
- Double aventure, Paris, Julliard, 1983, 190 p.

## Citations
- La vie nous donne ce qu'on en attend, mais ailleurs, autrement, et à contretemps.  (Vivre avec son double).
- La Grande-Bretagne elle-même est une île flottante qui, selon les inflexions de sa politique, se rapproche ou s'éloigne de l'Europe.